# ニコラス・ショナート
ニコラス・ショナート（Nicholas Schonert、1991年9月20日 - ）は、南アフリカ共和国出身のラグビーユニオン選手。海外の記録や報道では「Nick Schonert」ともいう。

## 経歴
2011年、U20南アフリカ共和国代表としてIRBジュニア世界選手権に出場。南アフリカ・バーバリアンズ（South African Barbarians）にも選出された。
2012年にシャークス、2013年にグリクアズに、2014年にフリーステイト・チーターズと、南アフリカ共和国内のクラブを転籍。
2014年から、イングランドのプレミアシップのウスター・ウォリアーズと契約した。
2021年、同じくイングランドのセール・シャークスへ移籍した。
2025年4月28日、ジャパンラグビーリーグワンの三菱重工相模原ダイナボアーズへの加入を発表。11日後の5月9日、三菱重工相模原ダイナボアーズ退団を発表した。ダイナボアーズでの出場機会は一度も無かった。